# Terremoto de Bosnia y Herzegovina de 2022
El viernes 22 de abril de 2022 a las 23:07 hora local, un terremoto de magnitud 5,7 sacudió el sur de Bosnia y Herzegovina. El epicentro fue en el pueblo de Strupići en Herzegovina, aproximadamente a 10 km al este de Stolac o 14 km de Ljubinje o Nevesinje. Es el quinto terremoto más grande del país, así como el más importante desde el terremoto de Banja Luka de 1969.

## Terremoto
Según el Servicio Hidrometeorológico Federal de Bosnia y Herzegovina, el terremoto tuvo una magnitud de 5,6 y una intensidad de VIII en la escala de Mercalli y ocurrió cerca de Stolac. El USGS calificó el terremoto con una magnitud de 5.7. Informaron que ocurrió a 14 km al nornoreste de Ljubinje a una profundidad de 10 km. Según el Servicio Sismológico de Croacia, el epicentro estuvo cerca de Ljubinje, la magnitud fue de 6,1 en la escala de Richter y la intensidad fue de VIII en la escala macrosísmica europea.
Fuera del área epicentral, el terremoto se sintió con fuerza en la capital de Bosnia y Herzegovina, Sarajevo, la capital de Montenegro, Podgorica y la región croata de Dalmacia. Se sintió en gran parte del sur de Croacia, Montenegro y también en partes de Eslovenia, Serbia, Albania, Kosovo, Macedonia del Norte, Italia y el norte de Grecia.

## Daños
Una mujer de 28 años resultó fatalmente herida después de que una roca rodará por una colina y se estrellara contra el techo de una casa en Stolac, y murió en el hospital durante un intento de reanimación. Sus padres fueron hospitalizados con heridas leves. Un día oficial de luto fue declarado en Stolac para el 24 de abril. Otras ocho personas resultaron heridas, varias mientras entraban en pánico debido al terremoto. Hasta el 29 de abril, 300 hogares en Stolac han reportado daños. La escuela del pueblo estaba entre los edificios dañados.
El municipio de Berkovići, donde se encuentra el epicentro, se quedó brevemente sin electricidad debido al terremoto. La defensa civil del Cantón de Herzegovina-Neretva informó de desprendimientos de rocas en las carreteras de Stolac a Mostar, Neum, Ljubinje y Berkovići. Numerosas calles en Stolac y una en Mostar estaban bloqueadas por ladrillos caídos, tejas y yeso. En Čapljina, varios autos estacionados resultaron dañados por la caída de escombros de los edificios. Cuatro personas resultaron heridas en Čapljina.
Varios mineros de una mina de carbón cerca de Sarajevo sufrieron heridas leves, cuatro de los cuales requirieron atención médica. En Croacia, 11 edificios fueron dañados, incluyendo la Iglesia franciscana y monasterio (Dubrovnik) y una escuela en Dubrovnik. También se produjeron pequeños deslizamientos de tierra en la carretera del Adriático en Zupa dubrovačka y cerca de Slivno. En Montenegro, se interrumpió el tráfico en el Ferrocarril Belgrado-Bar.
Una réplica de magnitud 4,8 golpeó el 24 de abril con una intensidad de VI en la escala de Mercalli, causando más daños a los edificios, incluido un cuartel militar Austrohúngaro del siglo XIX.